# Гуменюк Наталя Костянтинівна
Наталя Костянтинівна Гуменюк — українська військовослужбовиця, полковник Державної прикордонної служби України, учасниця російсько-української війни.

## Життєпис
Помічниця начальника регіонального управління з питань взаємодії зі ЗМІ Регіонального управління Морської охорони Державної прикордонної служби України (Одеса)[джерело?].
Навесні 2022 року очолила об'єднаний координаційний пресцентр Сил оборони півдня України. 3 грудня 2023 року повідомила про звільнення з посади речниці об'єднаного пресцентру. Згодом спростувала цю заяву, заявивши, що її неправильно зрозуміли.
19 квітня 2024 року офіційно звільнена з посади.
5 червня 2024 року призначена заступницею начальника управління комунікацій Оперативного командування «Південь».

## Родина
Одружена, має доньку Ольгу.

## Нагороди
- орден княгині Ольги III ступеня (12 вересня 2022) — за особисту мужність і самовіддані дії, виявлені у захисті державного суверенітету та територіальної цілісності України, вірність військовій присязі[10].